# Aerolift-Flug 1015
Der Aerolift-Flug 1015 war ein außerplanmäßiger Flug der Fluggesellschaft Aerolift vom Flughafen Luxor in Ägypten zum Flughafen Mykolajiw in der Ukraine. Am 20. Februar 2009 verunglückte auf diesem Flug eine Frachtmaschine des Typs Antonow An-12B kurz nach dem Start. Bei dem Zwischenfall wurden alle 5 Personen an Bord der Antonow getötet.

## Flugzeug und Insassen
Bei dem auf dem Flug eingesetzten Flugzeug handelte es sich um eine 43 Jahre alte Antonow An-12B aus sowjetischer Produktion, die ihren Erstflug im Jahr 1966 absolviert hatte. Die Maschine trug die Werksnummer 6344310. Das viermotorige Transportflugzeug war mit vier Turboprop-Triebwerken des Typs Iwtschenko AI-20M ausgestattet.
In postsowjetischen Zeiten wurde die Maschine zunächst von der Fluggesellschaft Avial NV und anschließend von der Russischen Post jeweils mit dem Luftfahrzeugkennzeichen RA11339 betrieben.
Die Maschine war mit einem Luftfahrzeugkennzeichen aus São Tomé und Príncipe (S9-SVN) zugelassen. Die Zulassung der Maschine war bereits vier Jahre zuvor abgelaufen – das Flugzeug wurde also illegal betrieben.
Die Maschine gehörte der Fluggesellschaft Aerolift. Es befand sich eine fünfköpfige Besatzung an Bord, von der ein Besatzungsmitglied aus Russland stammte und je zwei aus der Ukraine und Belarus.

## Flugverlauf und Unfallhergang
Das Flugzeug befand sich auf einem Überführungsflug von Kisangani über Entebbe in Uganda nach Mykolajiw in der Ukraine. Unterwegs zeigte die Tankanzeige einen deutlich geringeren Treibstoffstand an, als zu erwarten gewesen wäre. Bei der Zwischenlandung im ägyptischen Luxor hatte die Maschine einen Kerosinmangel.
Bei der Begutachtung der Maschine wurde ein Treibstoffleck festgestellt und dass daher der Treibstoff während des Fluges knapp geworden war. Ein Mechaniker riet den Piloten ab, die Maschine weiterzufliegen und empfahl ihnen, die Antonow bis zur Durchführung einer Reparatur vorerst am Boden zu belassen. Der Kapitän lehnte dies ab und beantragte ein Wiederauftanken der Maschine.
Nach dem Wiederbetanken reihte sich die Antonow für einen Start zum Weiterflug auf. Die Piloten erhielten die Freigabe zum Start von Bahn 20. Die Maschine beschleunigte und hob ab. Ein Augenzeuge berichtete, dass die Maschine nach dem Start auffällig langsam stieg. Ein Triebwerk geriet in Brand, der Brand griff schnell auf weitere Teile des Flugzeugs über. Etwa 700 Meter hinter der Startbahn stürzte die Antonow neben einer Militärbasis ab. Die Maschine fing Feuer und wurde zerstört. Alle fünf Besatzungsmitglieder kamen ums Leben.
Die Maschine wurde beim Aufprall auseinandergerissen. Die Hecksektion war noch erkennbar, der Rumpf und die Flügel lagen dagegen 10 Meter entfernt und waren komplett ausgebrannt. Da er sich im Einzugsgebiet des Militär befand, wurde der Zugang zur Absturzstelle blockiert. Aufgrund der Nähe zu militärischen Gebäuden wurde verboten, Bilder von der Absturzstelle zu machen.

## Folgen
Noch im gleichen Jahr stellte die Aerolift den Betrieb ein.